# 艾萨
艾萨，是西班牙阿拉贡自治区韦斯卡省的一个市镇。总面积81平方公里，总人口402人（2001年），人口密度5人/平方公里。